# Sara Gilbert
Sara Gilbert (Santa Monica, Califòrnia, 29 de gener de 1975) és una actriu estatunidenca de cinema i televisió, i copresentadora i creadora del programa d'entrevistes The Talk, coneguda especialment pel seu paper de Darlene Conner a la sèrie de televisió Roseanne. És germana dels també actors Melissa i Jonathan Gilbert.

## Biografia
L'any 2001 va iniciar una relació amb la productora de televisió Allison Adler, amb qui té dos fills, Levi Hank i Sawyer. Va sortir de l'armari públicament el 2010, i l'any següent es van separar i va iniciar una altra relació amb la cantautora Linda Perry, antiga cantant de 4 Non Blondes, i amb qui va anunciar el seu compromís l'abril de 2013. Gilbert dona suport a organitzacions com PETA, Meals on Wheels, Elizabeth Glaser Pediatric AIDS Foundation, i AIDS Project Los Angeles.
La seva filmografia principal inclou títols com Poison Ivy (1992), Desert Blue (1998), High Fidelity (2000), Riding in Cars with Boys (2001) i Laws of Attraction (2004). També ha aparegut en les sèries Roseanne (1988-1997), 24 (2002), ER (2004-2007), The Class (2006-2007) i The Big Bang Theory (2007-2010), entre d'altres.

## Filmografia

### Cinema
- 1992: La mala herba (Poison Ivy): Sylvie Cooper
- 1994: Dead Beat: Martha
- 1997: Walkin' on Sunshine: The Movie: Una infermera
- 1998: Desert Blue: Sandy
- 1999: $ 30: Emily/Michelle
- 1999: The Big Tease: Gretle Dickens
- 1999: Light It Up: Lynn Sabatini
- 2000: High Fidelity: Anaugh
- 2000: Boys Life 3: Emily
- 2001: Els nois de la meva vida (Riding in Cars with Boys): Tina Barr
- 2004: Laws of Atracció: L'ajudant dels gadgets de Gary

### Televisió
- 1984: Calamity Jane (Telefilm): Jean amb 7 anys
- 1988: ABC Weekend Specials (sèrie TV): Stephie
- 1988-1997: Roseanne (sèrie TV): Darlene Conner-Healy
- 1990: Sudie and Simpson (Telefilm): Sudie Harrigan
- 1992: Els Simpson (The Simpsons) (sèrie TV): Laura Powers
- 1996: ABC Afterschool Specials (sèrie TV): Jessie
- 2000-2001: Welcome to Nova York (sèrie TV): Amy Manning
- 2002: 24 hores chrono (sèrie TV): Paula Schaeffer
- 2003: Will & Grace (sèrie TV): Cheryl
- 2004: In the Game (Telefilm)
- 2004: Strong Medicine (sèrie TV): Charlayne
- 2004-2007: ER (sèrie TV): Jane Figler
- 2005: The Clinic (sèrie TV): Mme Jennings
- 2005-2006: Twins (sèrie TV): Mitchee Arnold
- 2006: Girls on the Bus (sèrie TV): Helen
- 2006-2007: La Classe (sèrie TV): Fern
- 2007: Private Practice (sèrie TV): Kelly
- 2007-2010: The Big Bang Theory (sèrie TV): Leslie Winkle
- 2008: Nova York, unitat especial (Law & Order: Special Victims Unit) (sèrie TV): Caitlyn Ryan
- 2010: Grey's Anatomy (sèrie TV): Kim Allen
- 2010: Hawthorne: Infermera en cap: Malia Price
- 2014: Bad Teacher: Irene
- 2016: The Big Bang Theory (sèrie TV): Leslie Winkle (temporada 9, episodi 17)

## Premis i nominacions
Nominacions
- 1993: Primetime Emmy a la millor actriu en sèrie còmica per Roseanne
- 1994: Primetime Emmy a la millor actriu en sèrie còmica per Roseanne